# Péter Hajdú

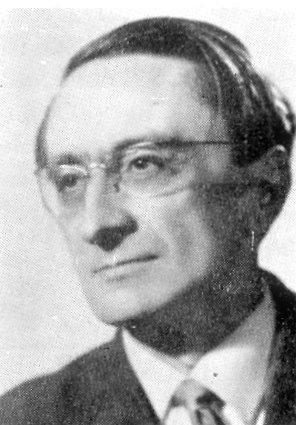
Péter Hajdú (1923-2002) Hongaarse linguïst

Péter Hajdú (Boedapest, 27 december 1923 – Boedapest, 19 september 2002) was een Hongaars finoegrist, linguïst en oeralist. Hij wordt gezien als een van de bekendste finoegristen, zowel in Hongarije als daarbuiten.

## Studie en werk
Hajdú rondde in 1945 zijn studie finoegrische taalwetenschap af. Daarna nam hij een baan aan bij de Hongaarse staatsbibliotheek. Hij werd al snel benoemd tot directeur van het filiaal in Keszthely. In 1951 keerde hij terug naar Boedapest waar hij eerst als voorzitter van de afdeling voor Finoegrische Taalwetenschap en later van de afdeling Vreemde Talen van de Hongaarse Academie voor de Wetenschap werd aangesteld. In 1959 werd hij professor van de heropgerichte leerstoel finoegristiek in Szeged. In de vijftien jaar waarin Hajdú les gaf heerste er een stabiliteit op de afdeling. Deze periode van stabiliteit heeft voor een heel nieuwe generatie finoegristen gezorgd. Veel van zijn studenten hebben internationale erkenning vergaard op het gebied van met name Samojeedse taalwetenschap en algemene oeralistiek. Meerdere handboeken van Hajdú zijn als leerboeken gebruikt. In 1974  werd hij benoemd tot directeur van het instituut voor taalwetenschap van de Hongaarse Academie voor de Taalwetenschap. In 1982 werd hij leerstoelhouder van de afdeling finoegrische taalwetenschap aan de universiteit van Loránd-Eötvös waar hij zijn werk al docent voortzette.

## Onderzoek en wetenschap
Hajdú’s werk Bevezetés az uráli nyelvtudományba (Introductie in de Oeralische taalwetenschap, 1966) wordt gezien als het handboek voor historisch-vergelijkend onderzoek in de Finoegrische en Samojeedse talen. Het vervolg op dit boek werd in 1981 uitgegeven.
In 1963 schreef hij een ethnolinguïstisch handboek over de Samojeedse taal en cultuur The Samoyed Peoples and Languages. Zijn tweede algemene boek over finoegristiek, Finnugor népek és nyelvek (De Finoegrische volkeren en talen, 1962) bevat ook veel informatie over de Samojeedse taal. Samen met finoegrist Péter Domokos schreef hij in 1978 Uráli nyelvrokonaink (Onze Oeralische taalverwanten).
Met zijn werken heeft Hajdú nieuw leven geblazen in de theorie dat vraagstukken met betrekking op Finoegrische talen en de geschiedenis, met name de oude geschiedenis, van de Finoegrische naties in verband met de Samojeedse talen en culturen gebracht moeten worden.